# جک او کانل (بازیکن فوتبال اهل انگلیس)
جک او کانل (انگلیسی: Jack O'Connell؛ زادهٔ ۲۹ مارس ۱۹۹۴) بازیکن فوتبال اهل بریتانیا است.
از باشگاه‌هایی که در آن بازی کرده‌است می‌توان به باشگاه فوتبال بلکبرن روورز، باشگاه فوتبال برنتفورد، باشگاه فوتبال شفیلد یونایتد، باشگاه فوتبال روترهام یونایتد، باشگاه فوتبال یورک سیتی، و باشگاه فوتبال روچدیل اشاره کرد.
وی همچنین در تیم‌های ملی فوتبال زیر ۱۸ سال انگلستان و زیر ۱۹ سال انگلستان بازی کرده‌است.